# ラポルノ
ラポルノ（laporno）は、日本のYOSUGAが運営するアダルトビデオメーカー、クラウドファンディングサイト。

## 特徴
コンピューターシステム会社として創業した株式会社YOSUGAの手掛けるアダルトビデオメーカー、ファンディングサイト。
風俗業界の勤怠システムを手掛けたことから業界に関わり、のちにアダルトサイトで自動投稿するシステムの制作を開発し提供していたが、運営会社が消息不明になり、開発費を回収するため仕方なくサイトを自社運営するようになる。しかし違法動画サイトだったため公式動画サイトから抗議を受ける。
目的は不良債権回収だけだったため、謝罪の上閉鎖するつもりだったが、会談した際に共存共栄を図り、メーカー化して歩み寄ることとなった。システム制作会社としてクラウドファンディングシステムを構築。2017年12月より達成された作品は黒船レーベルのアダルト作品としてMGS動画で配信リリースする。
2019年12月28日、サービスに関して商品の未発送や回答遅滞が発生したことを理由に運営刷新を発表。12月30日には運営変更の周知の一環として、Syain Bar SOD女子社員で初の大型イベントを開催。MCカジ、第1部ゲストに川越ゆいと河北麻衣、冬愛ことね。第2部ゲストに大槻ひびき、AIKA、1部、2部両方にあべみかこ、栄川乃亜が出演。同イベントではあべみかこ、栄川乃亜がラポルノ宣伝部長に就任。
2020年2月19日、「ラポルノ/妄想族」として妄想族の1レーベルとなり、同日に『突然生えてきたふたなりデカち○ぽの性欲に溺れてメスザーメンを大量射精する’おちん娘’女子○生』（あべみかこ、美谷朱里、深田結梨）、『キミの体を乳首無しじゃ生きられないような..乳首中毒にさせてあげるね」一度の射精では許してくれないネバーエンディングな乳首責め 栄川乃亜』（栄川乃亜出演）の2本を発売。
2022年にはAV出演被害防止・救済法で制作費が下がり、女優の仕事が激減する中、ファンの支援で実現できるサービスとして『週刊SPA!』で報道された。